# Dicranomyia (Dicranomyia) infensa
Dicranomyia (Dicranomyia) infensa is een tweevleugelige uit de familie steltmuggen (Limoniidae). De soort komt voor in het Palearctisch gebied.